# Выборы президента США в Северной Дакоте (2024)
Вы́боры Президе́нта США 2024 го́да в Се́верной Дако́те прошли во вторник, 5 ноября 2024 года. В них приняли участие все 50 штатов, а также округ Колумбия. Избиратели Северной Дакоты выбирали выборщиков, которые будут представлять их в Коллегии выборщиков, путём всенародного голосования. Северная Дакота имеет 3 голоса выборщиков в Коллегии выборщиков после перераспределения в результате переписи населения США 2020 года (штат сохранил имевшееся ранее количество голосов).

## Внутрипартийные выборы

### Праймериз Демократической партии
Праймериз Демократической партии проходили в период с 20 февраля по 30 марта 2024 года.
| Кандидат               | Голоса | %    | Делегаты |
| ---------------------- | ------ | ---- | -------- |
| Джо Байден             | 840    | 92,4 | 13       |
| Марианна Уильямсон     | 31     | 3,4  | 0        |
| Дин Филлипс (снялся)   | 16     | 1,8  | 0        |
| Дженк Уйгур (снялся)   | 13     | 1,4  | 0        |
| Эбан Кембридж          | 4      | 0,4  | 0        |
| Стивен Лайонс (снялся) | 3      | 0,3  | 0        |
| Джейсон Палмер         | 2      | 0,2  | 0        |
| Армандо Перес-Серрато  | 0      | 0,0  | 0        |
| Всего                  | 909    | 100  | 13       |

### Кокусы Республиканской партии
Кокусы Республиканской партии состоялись 4 марта 2024 года.
| Кандидат              | Голоса | %    | Делегаты |
| --------------------- | ------ | ---- | -------- |
| Дональд Трамп         | 1632   | 84,4 | 29       |
| Никки Хейли           | 273    | 14,1 | 0        |
| Дэвид Стакенберг      | 19     | 1,0  | 0        |
| Райан Бинкли (снялся) | 9      | 0,5  | 0        |
| Всего                 | 1933   | 100  | 29       |

## Всеобщие выборы

### Предвыборная статистика
Обозначения:
- Р — равенство
- НП — небольшое преимущество
- ДП — достаточное преимущество
- СП — существенное, но преодолимое преимущество
- ОП — огромное преимущество

| Источник              | Рейтинг | По состоянию на: |
| --------------------- | ------- | ---------------- |
| Cook Political Report | ОП (Р)  | 19 декабря 2023  |
| Inside Elections      | ОП (Р)  | 26 апреля 2023   |
| Sabato's Crystal Ball | ОП (Р)  | 29 июня 2023     |
| DDHQ/The Hill         | ОП (Р)  | 14 декабря 2023  |
| CNalysis              | ОП (Р)  | 30 декабря 2023  |
| CNN                   | ОП (Р)  | 14 января 2024   |
| The Economist         | ОП (Р)  | 12 июня 2024     |
| 538                   | ОП (Р)  | 11 июня 2024     |
| RCP                   | ОП (Р)  | 26 июня 2024     |

### Опросы
Дональд Трамп vs. Камала Харрис
| Источник опроса            | Период проведения   | Размер выборки | Уровень погрешности | Дональд Трамп Республиканская | Камала Харрис Демократическая | НИ  |
| -------------------------- | ------------------- | -------------- | ------------------- | ----------------------------- | ----------------------------- | --- |
| WPA Intelligence           | 28–30 сентября 2024 | 500 (ПИ)       | ±4,4%               | 59%                           | 32%                           | 9%  |
| Lake Research Partners (D) | 23–26 сентября 2024 | 500 (ПИ)       | —                   | 50%                           | 40%                           | 10% |